# کاخ ملت
کاخ ملت (به تاجیکی: Қасри Миллат؛ به روسی: Дворец Нации) اقامتگاه رسمی رئیس‌جمهور تاجیکستان است. این کاخ در خیابان شیرین‌شاه شاه‌تیمور در مرکز دوشنبه واقع شده است. کاخ ریاست جمهوری از شمال با پرچم دوشنبه، از شرق با پارک رودکی، از جنوب با میدان دوستی و از غرب با رود ورزاب احاطه شده است.
این کاخ توسط ریزانی دو اچر، یک شرکت ساختمانی ایتالیایی، ساخته شده است.

## تاریخچه
ساخت کاخ در سال ۲۰۰۰ آغاز شد. در اوایل سال ۲۰۰۶، کنیسه دوشنبه، میکوه محلی (حمام آیینی)، یک مغازه قصابی کوشر و چندین مدرسه یهودی توسط دولت بدون پرداخت غرامت برای ساخت این کاخ جدید تخریب شدند. پس از اعتراضات بین‌المللی، دولت از تصمیم خود عقب‌نشینی کرد و اعلام کرد که اجازه خواهد داد کنیسه در محل فعلی خود بازسازی شود. با این حال، در مراحل پایانی ساخت کاخ، دولت کل کنیسه را تخریب کرد و تاجیکستان را بدون کنیسه گذاشت، زیرا این تنها کنیسه در این کشور بود. این امر منجر به دیدگاه‌های منفی اکثریت یهودیان بخارایی تاجیک نسبت به دولت تاجیکستان شد.
در آستانه اجلاس سازمان همکاری شانگهای در دوشنبه در اوت ۲۰۰۸، ساخت کاخ به پایان رسید و مراسم‌های اجلاس تا حدودی زیر گنبد طلایی با ستون‌های ۲۰ متری برگزار شد. تصویری از این کاخ در پشت اسکناس ۵۰۰ سامانی، که واحد پول ملی تاجیکستان است، چاپ شده است. در سپتامبر ۲۰۱۸، الکساندر لوکاشنکو، رئیس‌جمهور بلاروس، اولین رهبر خارجی بود که از تالارها و اتاق‌های چوبی جدید این کاخ بازدید کرد. کاخ ریاست جمهوری قدیمی، مقر سابق شورای وزیران جمهوری سوسیالیستی تاجیکستان شوروی که در خیابان رودکی واقع شده بود، در سال ۲۰۲۳ تخریب شد. به جای آن، چین به ساخت ساختمان جدیدی برای دولت و پارلمان این جمهوری کمک کرد.

## نگارخانه

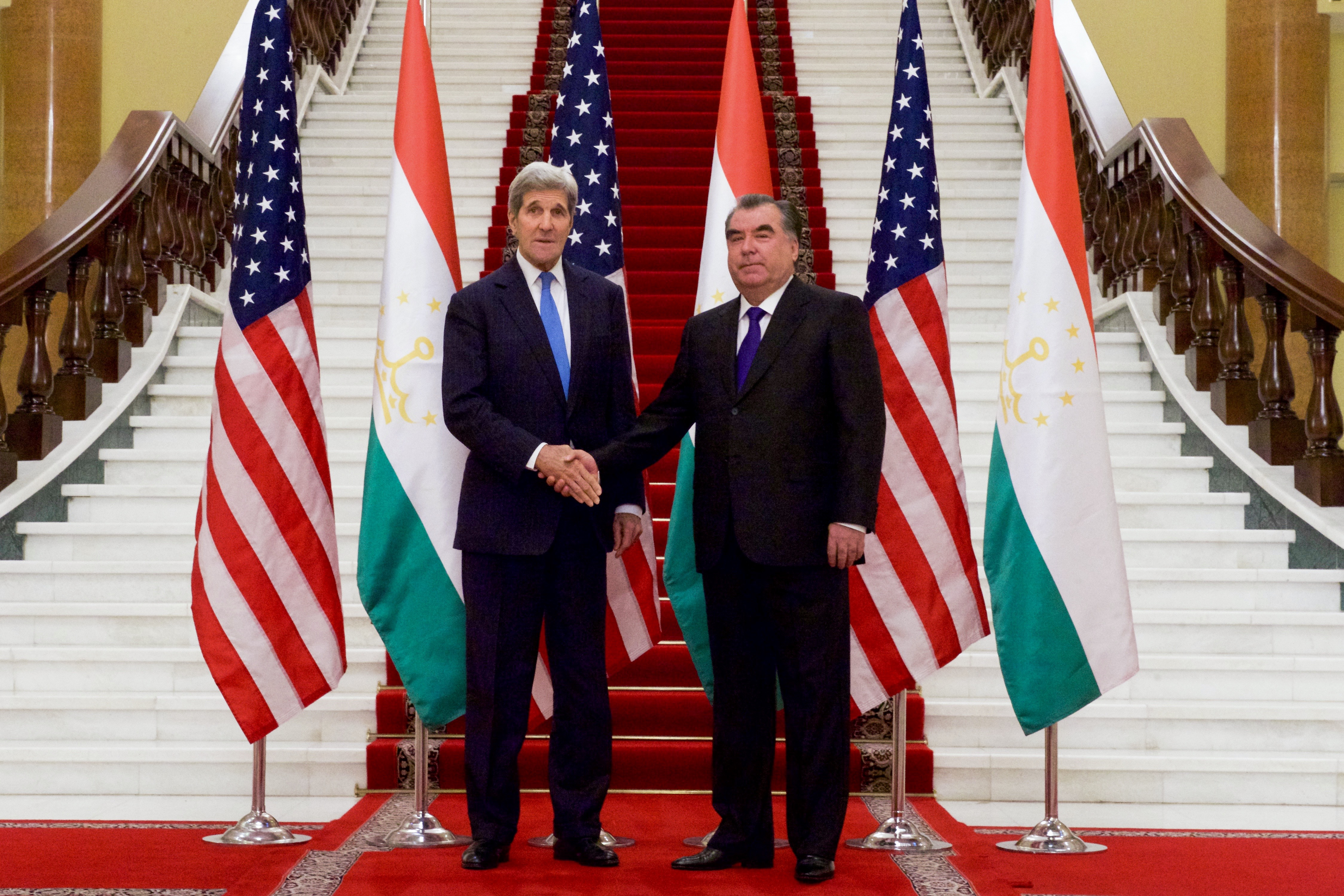
دست دادن وزیر امور خارجه ایالات متحده جان کری در کاخ در سال ۲۰۱۵
استقبال از نخست‌وزیر هند نارندرا مودی در کاخ در سال ۲۰۱۵
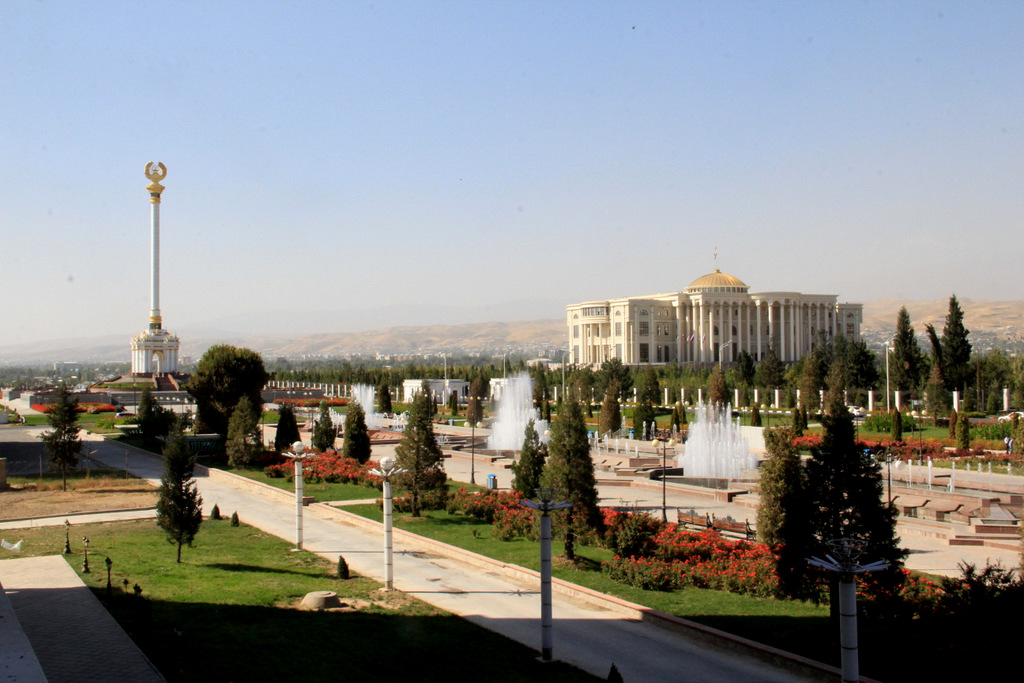
یادبود استقلال در جنوب
نمایی از کاخ ملت از پارک رودکی
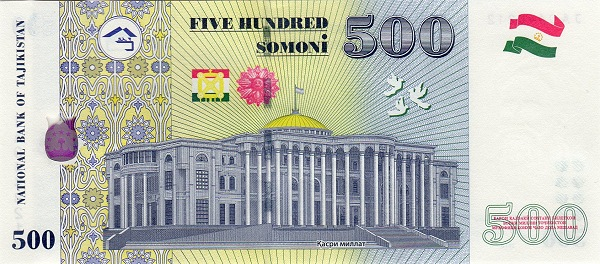
اسکناس ۵۰۰ سامانی سال ۲۰۱۰، با تصویری از کاخ
کاخ ریاست جمهوری قدیمی در خیابان رودکی، تخریب شده در سال ۲۰۲۱